# Parametaria dupontii
Parametaria dupontii is een in zee levende slakkensoort uit het geslacht Parametaria. De slak behoort tot de familie Columbellidae. Parametaria dupontii werd in 1849 beschreven door Kiener als Conus dupontii.